# Paul Cartledge
Paul Anthony Cartledge (* 23. března 1947) je britský historik a spisovatel. Je profesorem řecké kultury na Cambridgeské univerzitě. Zaměřuje se na dějiny starověké Sparty a Atén, je autorem mnoha publikovaných děl tohoto charakteru.

## Životopis
V mládí navštěvoval školu St Paul's v Londýně. Ve studiu pokračoval na vysoké škole New College v Oxfordu, kde přijal svůj první titul a dokončil svou dizertační práci na téma Starověká Sparta v letech 950-650 před Kristem archeologická a historická studia pod vedením profesora Sira Johna Boardmana. V roce 1972 přednášel na univerzitě University of Ulster v Severním Irsku, v letech 1972 až 1977 na prestižní univerzitě Trinity College v Dubliu a v roce 1978 na univerzitě University of Warwick v hrabstvé West Midlands. V říjnu 1979 se přestěhoval do Cambridge, kde se sta. členem Clare College a na univerzitě působil jako profesor řecké historie. Cartledge přednášel jako hostující profesor na mnoha univerzitách v Evropě i Americe. Přednášek také v německém Heidelbergu a na Princetonské univerzitě ve státě New Jersey ve Spojených státech amerických.
Cartledge je ve světě známý jako lakonofil (obdiv ke Spartě) a jako expert historie antické Sparty a Atén byl hlavním konzultantem při natáčení historického seriálu BBC The Greeks a třídílného historického dokumentárního seriálu The Spartans vysílaném televizí Channel 4. V roce 2002 byl Cartledge vyznamenán prezidentem Řecka Řádem Zlatého kříže a v roce 2004 byl zvolen čestným občanem města Sparty. Cartledge je autorem, spoluautorem a editorem mnoha knih známých po celém světě.